# The Good Doctor (3.ª temporada)
A terceira temporada da série de televisão de drama médico The Good Doctor foi ordenada em fevereiro de 2019 pela ABC. Teve sua estreia em 23 de setembro de 2019 e foi concluída em 30 de março de 2020, contando com 20 episódios, diferentemente das temporadas anteriores que tiveram 18 episódios cada.
A temporada foi produzida pela Sony Pictures Television e pela ABC Studios, em associação com as produtoras Shore Z Productions, 3AD e Entermedia. David Shore serve como o showrunner e Daniel Dae Kim é um produtor executivo da série.

## Enredo
A série segue Shaun Murphy, um jovem cirurgião autista com síndrome de savant da cidade de tamanho médio de Casper, Wyoming, onde teve uma infância conturbada. Ele se muda para San Jose, Califórnia, para trabalhar no prestigiado Hospital San Jose St. Bonaventure.

## Elenco e personagens
| - Freddie Highmore como Dr. Shaun Murphy - Nicholas Gonzalez como Dr. Neil Melendez - Antonia Thomas como Dra. Claire Browne - Fiona Gubelmann como Dra. Morgan Reznick - Will Yun Lee como Dr. Alex Park - Christina Chang como Dra. Audrey Lim - Paige Spara como Lea Dilallo - Jasika Nicole como Dr. Carly Lever - Hill Harper como Dr. Marcus Andrews - Richard Schiff como Dr. Aaron Glassman | - Tamlyn Tomita como Allegra Aoki - Teryl Rothery como J.L. - Sheila Kelley como Debbie Wexler - Dylan Kingwell como Steve Murphy - Sharon Leal como Breeze Brown |

## Episódios
| N.º na série | N.º na temp. | Título                    | Dirigido por        | Escrito por                                                                                    | Exibição original       | Audiência (milhões) |
| --- | ------------ | ------------------------- | ------------------- | ---------------------------------------------------------------------------------------------- | ----------------------- | ------------------- |
| 37 | 1            | "Disaster"                | Mike Listo          | David Shore                                                                                    | 23 de setembro de 2019  | 6.26                |
| Morgan e Park diagnosticam o paciente idoso Harvey com câncer de rim e competem sobre quem liderará a cirurgia, já que o novo Chefe de Cirurgia Lim permitirá que os residentes do terceiro ano o façam. Devido à demência de Harvey, os dois se reúnem para convencer sua esposa a deixar o câncer sem tratamento, para que ele possa aproveitar o tempo restante. Melendez, Shaun e Claire tratam uma noiva recém-casada com um câncer extenso. Shaun propõe uma cirurgia radical de alto risco. Com o apoio de seu novo marido, ela é submetida com sucesso à cirurgia, mas precisará permanentemente de uma bolsa de ileostomia; o marido afirma que ambos aprenderão sua manutenção. Lim e Melendez terminam oficialmente, mas o diretor de RH deduz que eles continuarão namorando em segredo e diz que será difícil. Com o conselho de Andrews, Lim aprende a navegar nos pedidos de seus funcionários e contrata Andrews para substituí-la como cirurgiã assistente. Shaun está convencido de que seu primeiro encontro com Carly foi um desastre, porque a imprevisibilidade da experiência o dominou; apesar do conselho de seus amigos, ele decide que outro encontro não vale a pena e evita Carly. Glassman trabalha em uma clínica de baixo desempenho; Aoki o convence a retornar como presidente, oferecendo a reabertura da clínica de St. Bonaventure, administrada por Glassman. |              |                           |                     |                                                                                                |                         |                     |
| 38 | 2            | "Debts"                   | Mike Listo          | Peter Noah                                                                                     | 30 de setembro de 2019  | 6.07                |
| Morgan e Park continuam competindo por quem fará a primeira cirurgia, mas Lim escolhe Claire. Lim e Melendez encontram-se em desacordo com o tratamento de um bebê cujos pais e evidências sugerem que Melendez errou em uma cirurgia anterior; Melendez é exonerado e ele e Lim salvam o bebê juntos. Andrews, Shaun e Claire tratam um bom samaritano que teve o lado do rosto destruído enquanto salvava um total estranho. Andrews se recusa a desistir do paciente e salva seu rosto com um procedimento experimental desenvolvido por Shaun. Andrews subsequentemente reconhece que ele foi motivado pela raiva pelas repercussões por seu próprio ato altruísta de salvar Shaun, mas percebe que valeu a pena. Claire luta com a mãe indo morar com ela, finalmente concordando em deixá-la ficar com condições. Shaun continua lutando com seu relacionamento com Carly; Depois de receber conselhos de seus amigos, Shaun decide ter um encontro mais descontraído e informal com Carly no laboratório de patologia. |              |                           |                     |                                                                                                |                         |                     |
| 39 | 3            | "Claire"                  | Allison Liddi-Brown | Liz Friedman & Tracy Taylor                                                                    | 7 de outubro de 2019    | 5.59                |
| Morgan e Park tratam Shamus, um homem com um espadim gigante empalado na perna e que está mais preocupado com a segurança do peixe do que com a dele; a lesão faz com que os médicos descubram que Shamus tem câncer, exigindo uma amputação. Shaun desenvolve dúvidas sobre seu relacionamento com Carly depois que Claire ressalta que ele fez muitas perguntas invasivas para um novo relacionamento; Acontece que Carly não se importava com as perguntas de Shaun e ordena que Claire abandone seu relacionamento. Claire trata Michelle, uma adolescente cuja remoção da vesícula biliar é a primeira cirurgia de Claire como médica principal. Claire percebe que Michelle, que tem uma mãe distante, é auto-prejudicial e suas tentativas de ajudar incomodam a mãe dela, o que leva Claire a ser expulsa da cirurgia. Com o apoio de Michelle e Melendez, Claire pode realizar a cirurgia, o que é um sucesso. A mãe de Michelle promete procurar tratamento psicológico para a filha. Claire começa a se relacionar com a mãe, fazendo terapia juntos. No entanto, a mãe de Claire mais tarde morre em um acidente de carro depois de embebedar-se com champanhe. Claire estava economizando para comemorar sua primeira cirurgia. |              |                           |                     |                                                                                                |                         |                     |
| 40 | 4            | "Take My Hand"            | Tara Nicole Weyr    | Doris Egan                                                                                     | 14 de outubro de 2019   | 5.76                |
| Andrews, Park e Shaun tratam Mitchell, um teórico da conspiração com uma doença genética do fígado e uma crença de que alguém o envenenou; Shaun finalmente percebe que Mitchell inadvertidamente estava se envenenando diariamente com ervas que estava tomando por virilidade. Melendez, Claire e Morgan tratam Lily, uma mulher que é incapaz de sentir dor física ou emocional, resultando em um apêndice rompido e mão amputada. Com o marido pensando em deixá-la porque acredita que ela não pode sentir amor sem dor, Lily toma remédio para obter a sensação de dor, mas cai em depressão. Seu marido promete apoiá-la, não importa o que aconteça, e ela chora de alegria antes que Melendez diga que ele tomou Lily do remédio. Claire, ainda sofrendo com a recente morte de sua mãe, espalha suas cinzas com Morgan. Claire então tem uma conexão bêbada com um estranho em um bar. De mãos dadas é importante para Carly, mas desconfortável para Shaun; eles encontram um compromisso em cruzar os pulsos. Glassman tem pés frios depois de perceber o quão pouco ele realmente sabe sobre Debbie, mas depois de alguns conselhos de Shaun, Glassman e Debbie se casam em uma pequena cerimônia civil. |              |                           |                     |                                                                                                |                         |                     |
| 41 | 5            | "First Case, Second Base" | Rebecca Moline      | David Hoselton                                                                                 | 21 de outubro de 2019   | 5.54                |
| Morgan e Claire tratam Curtis, um homem intoxicado, apesar de supostamente estar sóbrio há mais de seis anos. Claire, que ainda está lutando com a morte de sua mãe, se recusa a acreditar que Curtis está dizendo a verdade sobre sua sobriedade, enquanto Morgan procura uma explicação alternativa; Curtis acaba tendo um tumor benigno que estava causando intoxicação. Ao mesmo tempo, Glassman fica desconfortável depois de saber que Debbie carrega uma arma e tenta dissuadi-la sem sucesso. Shaun recebe sua primeira cirurgia de chumbo; seu paciente é Beth, uma mulher amigável com câncer de esôfago e uma solução aparentemente fácil. Andrews percebe que Lim está mimando Shaun, contra o qual ele avisa enquanto Shaun luta quando o caso se torna mais complicado. Durante a cirurgia, Shaun encontra uma solução para o problema, mas é muito complicada para ele; em vez disso, Shaun guia Andrews e Lim através do procedimento bem-sucedido. Lim lembra Andrews que foi um esforço de equipe que é mais importante quando ele sente que Shaun falhou como cirurgião por ter que sair. O relacionamento de Shaun com Carly atinge um novo nível de intimidade. |              |                           |                     |                                                                                                |                         |                     |
| 42 | 6            | "45-Degree Angle"         | Steve Robin         | Sal Calleros                                                                                   | 4 de novembro de 2019   | 5.13                |
| A primeira cirurgia de chumbo de Shaun é uma apendicectomia; embora seja bem-sucedido, Shaun expulsa a enfermeira Hawks da sala de cirurgia por lhe entregar uma ferramenta de uma maneira diferente da sua preferência. A incapacidade de Shaun de se desculpar aumenta a situação; Hawks registra uma queixa formal e Lim ameaça demitir Shaun se outro incidente desse tipo ocorrer. Melendez, Park e Morgan tratam Patty, uma mulher grávida de vinte e três semanas com um tumor no ovário. Lim & Melendez, e Patty e seu marido, se chocam com o tratamento, pois Melendez e Patty querem salvar o bebê, mesmo correndo o risco da vida de Patty. Patty morre em cirurgia, enquanto seu bebê subdesenvolvido é entregue em um futuro incerto; Melendez está arrasado com a perda de Patty. Debbie é demitida da cafeteria e convence Glassman a contratá-la como gerente de escritório. A intromissão de Claire só agrava as coisas, e Morgan confronta Claire por seu comportamento cada vez mais autodestrutivo, pelo qual Morgan está cobrindo. Carly reconhece que ela estava errada ao supor que seus amigos não aceitariam Shaun. Carly se refere a si mesma como a "namorada" de Shaun, e ele está encantado que o relacionamento deles seja oficial. |              |                           |                     |                                                                                                |                         |                     |
| 43 | 7            | "SFAD"                    | Alrick Riley        | Jessica Grasl                                                                                  | 11 de novembro de 2019  | 5.93                |
| Melendez continua lutando com a morte de Patty, fazendo com que ele tome mais cuidado com os pacientes. Após uma intervenção de Glassman, ele diz a Lim que acha que os dois estão culpados por seu relacionamento remover a objetividade da decisão de aprovar a cirurgia. Os esforços de Debbie para ajudar na clínica levam a uma discussão com Glassman. Andrews, Claire e Morgan tratam Charlie, um garoto que está prestes a perder a visão devido ao câncer. Morgan e uma relutante Claire levam Charlie em um dia divertido, levando Claire a se conectar com ele emocionalmente; farto do cinismo contínuo de Claire, Morgan preocupado ordena que ela lide com seus problemas, em vez de deixá-los mudá-la. Shaun, Park e Melendez tratam Tara, uma jovem mulher sem sistema imunológico. Park sugere o uso de terapia genética para curar a condição de Tara; A capacidade de Shaun de simpatizar com Tara ajuda a convencê-la a fazer o tratamento. Aparentemente, Tara está curada e é capaz de emergir de sua bolha e desfrutar de ar fresco pela primeira vez. |              |                           |                     |                                                                                                |                         |                     |
| 44 | 8            | "Moonshot"                | X. Dean Lim         | David Renaud                                                                                   | 18 de novembro de 2019  | 5.49                |
| A contínua hesitação de Melendez em correr riscos o coloca em desacordo com Lim sobre o tratamento de Wren, uma jovem que planeja viajar para a lua e, portanto, precisa de ambos os pulmões intactos; trabalhando juntos, Lim e Melendez realizam com sucesso a cirurgia. Lim termina o relacionamento, já que ela não pode perseguir seu sonho e ser tudo o que Melendez precisa ao mesmo tempo. Morgan recebe sua primeira cirurgia de chumbo; Andrews revela que acredita que Morgan tem nela um líder. Privadamente, ela revela a Glassman que ela foi recentemente diagnosticada com artrite reumatóide e busca o apoio dele para o tratamento e ajuda a continuar sua carreira; embora Morgan seja bem-sucedida com a cirurgia complicada, sua condição parece ser pior do que ela está disposta a admitir. Shaun e Park tratam Rosalind, uma médica que avançou no campo do tratamento leucemia, mas está com insuficiência cardíaca e afastou todos em sua vida; Park convence o ex-marido de Rosalind, Leo, a estar ao seu lado quando ela morre. Shaun tem dificuldade em compartilhar intimidade com Carly, levando a problemas entre os dois; Park ajuda Shaun a entender que muitos de seus problemas vêm do medo e ele se compromete a resolver o problema. |              |                           |                     |                                                                                                |                         |                     |
| 45 | 9            | "Incomplete"              | Marisol Adler       | Brian Shin                                                                                     | 25 de novembro de 2019  | 5.86                |
| O comportamento autodestrutivo de Claire a leva a um dilema moral quando seu último caso de uma noite chega ao hospital após um acidente de carro. Morgan, Shaun e Andrews tratam Jeanie, uma jovem que se recusa a remover tumores com risco de vida, porque isso também removeria sua capacidade de fazer sexo; Morgan convence o noivo de Jeanie a fazer a cirurgia. O relacionamento de Lim e Melendez permanece tenso após a separação; Lim finalmente admite ter dúvidas sobre a separação. Shaun tenta fazer sexo com Carly pela primeira vez, mas tem problemas com a intimidade e a vulnerabilidade; Antes de partir, Shaun admite que seu maior medo é que Carly se canse de seus problemas e o deixe. No final do episódio, Glassman traz a Shaun a notícia de que o pai de Shaun tem câncer de pâncreas e pode ter apenas alguns dias de vida. |              |                           |                     |                                                                                                |                         |                     |
| 46 | 10           | "Friends and Family"      | Mike Listo          | Thomas L. Moran                                                                                | 2 de dezembro de 2019   | 6.11                |
| Claire, Melendez, Park e Morgan tratam Art Kalman, um jogador de futebol profissional que quebrou as costas na academia. O curso de tratamento sugerido por Morgan se mostra eficaz e ele deve poder voltar ao futebol, mas Art revela que odeia o esporte e se sentiu pressionado por ele, machucando-se propositadamente como uma maneira de sair. Depois que Art explica que se sente obrigado a sua família, principalmente sua mãe, Claire usa suas próprias experiências para convencê-lo a ser honesto com sua família e sair. Claire, que demonstrou estar se comunicando com um possível novo namorado, finalmente começa a procurar um terapeuta para seus próprios problemas. Ao mesmo tempo, Shaun retorna a Wyoming com Glassman e Lea para ver seu pai moribundo Edward. Depois de explodir no homem, Shaun é convencido por seus amigos e mãe a fazer as pazes com Edward. Em troca, Edward prova apenas ter palavras venenosas para Shaun antes de morrer. Shaun, perturbado, permite que Lea o segure enquanto ele desmorona, mostrando nenhum dos problemas que teve com Carly em uma situação semelhante. |              |                           |                     |                                                                                                |                         |                     |
| 47 | 11           | "Fractured"               | Gary Hawes          | Mark Rozeman                                                                                   | 13 de janeiro de 2020   | 5.09                |
| Park e Claire tratam Luca, um homem que se tornou um drogado depois de passar por momentos difíceis; Claire entra em conflito com Park. Luca depois foge do hospital com drogas que foram removidas cirurgicamente dele. Claire continua vendo um terapeuta que sugere que ela tem TEPT. Shaun e Morgan tratam Kerry, uma paciente com uma perna muito quebrada que recusa analgésicos ou anestesia devido a ser um viciado em opióides; depois que ela continua a recusar, apesar das garantias do marido de que ele apoiará Kerry, a equipe é forçada a realizar uma operação muito dolorosa, que ela sofre enquanto está consciente e sensata. Depois de passar a noite com Lea, Shaun luta contra seus sentimentos por Lea e Carly. Glassman o conforta através de um breve colapso emocional por causa de seu medo de acabar sozinho. Shaun conta a verdade para Carly e ela pede um tempo sozinha. Mais tarde, ela agradece a Shaun por sua honestidade e pede que ele pare de viver com Lea; Shaun concorda e diz a Carly que ele a ama. |              |                           |                     |                                                                                                |                         |                     |
| 48 | 12           | "Mutations"               | Nestor Carbonell    | Liz Friedman & Tracy Taylor                                                                    | 20 de janeiro de 2020   | 5.44                |
| Shaun, Morgan, Andrews e Lim tratam James, um homem que sofre de inchaço devido a uma mutação genética que torna seu tratamento extremamente difícil; se não for tratado adequadamente, ele se afogará em seus próprios fluidos. Como resultado, Carly é chamada para ajudar a equipe, mas luta para lidar com um paciente vivo, e não com amostras; A pesquisa de Carly e Shaun usando peixes zebra finalmente encontra um tratamento que salva a vida de James. Ao mesmo tempo, Claire, Park e Melendez tratam Angie, uma paciente com câncer cujo tumor cerebral retornou e cuja mãe tenta manter o namorado Ryan (um paciente com câncer que acabou de descobrir o tumor) longe dela; por sugestão de Claire, o hospital promove um pequeno baile aos adolescentes. No entanto, o tumor se mostra impossível de remover, mesmo com a ajuda de Glassman e Angie morre pouco depois; Ryan e sua mãe encontram conforto um no outro depois disso. Morgan está sofrendo de náusea devido à medicação para sua artrite reumatóide, enquanto Claire continua lutando com a morte de sua mãe; Melendez oferece conforto. Shaun e Carly continuam a lutar; depois de salvar James, eles fazem sexo pela primeira vez. |              |                           |                     |                                                                                                |                         |                     |
| 49 | 13           | "Sex and Death"           | Steven DePaul       | Doris Egan                                                                                     | 27 de janeiro de 2020   | 5.69                |
| Park, Claire e Shaun tratam Caroline, uma artista que precisa de uma lobectomia para tratar suas malformações cavernosas cerebrais; Caroline acaba por ser a mãe há muito afastada de Morgan e é revelado que ela é de uma família de artistas famosos. Morgan finalmente encontra outra solução que ela e seu irmão Ariel fazem Caroline aceitar; depois de convencer, Glassman realiza com sucesso a cirurgia. Ao mesmo tempo, Shaun e Melendez tratam Oliver, um homem morrendo de câncer que está determinado a viver a vida ao máximo enquanto se arrisca. Oliver desenvolve uma infecção que ironicamente salva sua vida, fazendo com que seu próprio sistema imunológico ataque e encolha o tumor a ponto de poder ser removido; depois, Oliver parece ficar sem direção. Depois de saber que Carly estava insatisfeita com o sexo que fizeram, Shaun estuda o sexo para ser melhor na próxima vez; comparando sexo com cirurgia, Lim é capaz de dar conselhos úteis a Shaun que finalmente lhe permitem agradar Carly. |              |                           |                     |                                                                                                |                         |                     |
| 50 | 14           | "Influence"               | Barbara Brown       | História por : Peter Noah Roteiro por : Peter Noah & David Shore                               | 10 de fevereiro de 2020 | 5.59                |
| Claire, Park e Melendez tratam Ann, uma mãe que adoeceu após tomar um remédio caseiro que encontrou na Internet por suas infecções do trato urinário. O diagnóstico de Ann ajuda a descobrir doenças cardíacas graves em sua filha de três anos, Marla, que logo sofre um ataque cardíaco, mas os médicos a tratam com sucesso e prometem a Ann que, com remédios por toda a vida, Marla desfrutará de uma vida longa e saudável. Shaun, Morgan e Andrews tratam Kayley, uma influenciadora de mídia social que viu vários especialistas por seus problemas vocais antes de recorrer ao pronto-socorro. Quando ela sofre um mini-AVC, Shaun diagnostica corretamente seu problema. No entanto, durante a cirurgia de Kayley, surge uma complicação quando Morgan escorrega; embora rapidamente corrigido, Glassman e Morgan ficam preocupados com o fato de ter sido devido a sua AR. Kayley chama a atenção da mídia para Shaun por salvar sua vida, o que o deixa desconfortável com os repórteres que querem divulgar sua história. Após consideração, Shaun se recusa, querendo ser conhecido como um bom médico, não um bom médico autista. Ao mesmo tempo, sua amizade contínua com Lea causa atrito com Carly até Morgan fazer com que ela admita que está com ciúmes de Lea. Carly decide trabalhar nisso. Depois que Lea deixa o emprego. Park e Morgan notam a crescente proximidade entre Claire e Melendez. Pouco depois, Lim apresenta a Melendez uma queixa anônima de favoritismo contra Claire contra ele.                                                                                               |              |                           |                     |                                                                                                |                         |                     |
| 51 | 15           | "Unsaid"                  | Mike Listo          | História por : Sal Calleros Roteiro por : Sal Calleros and Thomas L. Moran                     | 17 de fevereiro de 2020 | 5.23                |
| Lim, Morgan e Shaun tratam Cory, um menino nascido sem uma traqueia ou laringe totalmente desenvolvida; depois de uma cirurgia experimental para lhe dar uma traquéia, Shaun cria uma maneira de dar laringe a Cory. Morgan é revelado ter sido o único a registrar uma queixa contra Melendez e ela mostra sinais crescentes de deterioração do seu RA. Ao mesmo tempo, Melendez, Park e Claire tratam Fran, um bombeiro que sofreu uma grave lesão no braço em um ataque de cachorro. As tensões aumentam entre Park e Claire depois que Park recebe o crédito pela queixa contra Melendez, que causa uma tensão na amizade de Melendez e Claire; depois de ser confrontado por Lim e Claire sobre seu comportamento, Melendez começa a reparar sua amizade com Claire. Embora Carly pareça estar bem com o relacionamento de Shaun com Lea, depois de uma noite carregada de karaokê com Lea e seu atual namorado, Carly de coração partido termina com Shaun, insistindo que ele e Lea se amam e Shaun deveria estar com ela. |              |                           |                     |                                                                                                |                         |                     |
| 52 | 16           | "Autopsy"                 | Freddie Highmore    | David Hoselton                                                                                 | 24 de fevereiro de 2020 | 5.63                |
| Uma idosa, Jane Doe, entra no pronto-socorro com um aneurisma e morre na mesa de operação, apesar dos esforços de Shaun, Park e Melendez. Shaun fica convencido de que há mais na morte de Jane e que uma autópsia precisa ser realizada; com Lim se recusando a autorizá-lo, Shaun trabalha para encontrar a família de Jane com a ajuda de Park. Identificando Jane como Maribel Ventane, os dois localizam seu filho Jules; quando isso falha, Shaun recebe a ajuda de Carly e descobre que ela tinha uma condição mortal que Jules herdou. Ao mesmo tempo, Morgan, Andrews e Claire tratam Aiden Porter, um jovem que se machucou e, subsequentemente, exibe desmaios e dorme durante o período em que Aiden tem uma personalidade completamente oposta. Descobriu-se que Aiden tinha um cisto no hipotálamo causando sua condição, mas resiste a drená-lo e a se livrar de sua personalidade alternativa; Morgan convence a segunda personalidade a concordar com o tratamento e confessa e pede desculpas a Claire por fazer a denúncia. Lim se vê atraída por Trinity, uma jovem garota que ela vê vagando pelo hospital que acaba sendo um bebê abandonado que Lim encontrou oito anos antes; Lim ajuda Trinity a superar seus medos relacionados ao nascimento de um novo irmão. Shaun luta para confessar ou não seus sentimentos a Lea, levando-o a se comportar de maneira um tanto irregular; Após o conselho de Glassman e Carly, Shaun finalmente confessa seu amor por Lea, que retorna seus sentimentos, mas recusa, pois teme que namorar com ela seja demais para Shaun.                              |              |                           |                     |                                                                                                |                         |                     |
| 53 | 17           | "Fixation"                | Lisa Demaine        | Jessica Grasl & Debbie Ezer                                                                    | 2 de março de 2020      | 5.66                |
| Shaun, Melendez e Claire tratam Alice Gottfried, que tem uma condição rara que exige que suas glândulas supra-renais sejam removidas. Com Alice recusando o tratamento, Shaun inventa uma cirurgia melhor que é bem sucedida e que Melendez permite que Shaun a realize. Ao mesmo tempo, Andrews, Morgan e Park tratam Wes Keeler, um instrutor de sobrevivência para jovens em risco que desenvolveu uma infecção grave por picada de cacto, exigindo um transplante de rim. Um de seus mentorados, Max, prova ser uma partida, mas Lim se recusa, pois sente que Max não é maduro o suficiente para tomar a decisão, apesar de Andrews, Morgan e Park estarem do lado de Max. A pedido de Wes, Lim mente para Max sobre os resultados, mas Wes fica com pouco tempo para viver, a menos que eles possam encontrar um doador adequado. O filho de Park, Kellan, o visita, deixando Park preocupado com seus ataques de pânico e retirando o estado. O velho amigo de Claire, Dash, volta para visitar e pergunta a Claire se ela quer ir em um encontro que ela parece aceitar, seguindo o conselho de Melendez. Lea mais uma vez rejeita Shaun, pois ela sente que eles são muito diferentes. |              |                           |                     |                                                                                                |                         |                     |
| 54 | 18           | "Heartbreak"              | Steven DePaul       | História por : David Renaud Roteiro por : Thomas L. Moran & David Renaud                       | 9 de março de 2020      | 5.75                |
| Shaun, depois de faltando três dias de trabalho devido ao fato de ter sido rejeitado por Lea duas vezes, trabalha com Claire e Melendez no tratamento de Finn, um paciente com uma forma rara de nanismo. É revelado que Finn tem duas namoradas simultâneas, e uma delas atinge seu Porsche com um taco de beisebol. Shaun, lutando contra seu próprio coração partido, quase faz o mesmo com o carro de Lea, mas explode para ela com suas palavras. Park, Morgan, Lim e Andrews tratam um fazendeiro que teve os dois braços arrancados em um acidente. Lim e Andrews discordam sobre a amputação, o que eles são forçados a fazer. Morgan revela sua artrite reumatóide a Lim e afirma que a cirurgia será sua última, mas depois muda de ideia, para a preocupação de Glassman. Claire admite a Melendez sua relutância em progredir em seu relacionamento com Dash, chegando finalmente à conclusão de que ela está apaixonada por Melendez. |              |                           |                     |                                                                                                |                         |                     |
| 55 | 19           | "Hurt"                    | Mike Listo          | Liz Friedman & Adam Scott Weissman                                                             | 23 de março de 2020     | 6.81                |
| Melendez, Glassman e Lea estão participando de um evento beneficente em uma cervejaria para Martha, uma das ex-pacientes de Melendez. A esposa de Martha, Noreen, faz um tour com os três pela cervejaria quando ocorre um grande terremoto, prendendo Lea no porão e causando a Melendez ferimentos aparentemente leves. Lim organiza uma equipe para ajudar na cervejaria enquanto Andrews supervisiona a ER, da qual Morgan se encarrega enquanto Andrews lidera a cirurgia com Glassman. Shaun imediatamente procura Lea, enquanto Park e Lim tratam Casey, um jovem com ferimentos muito piores do que imediatamente detectados. Park propõe uma cirurgia com 1% de chance de ser eficaz, em oposição a 100% de chance de morte se não for tratada, enquanto Melendez e Claire são forçados a realizar uma cirurgia arriscada em Martha, ou ela enfrentará certa paralisia. Enquanto isso, Shaun encontra Vera, que foi empalada depois de vir ao evento para reconquistar o ex-namorado; enquanto a tranquiliza, Shaun admite que não quer seguir em frente, desistindo de Lea (que ouve a conversa via rádio depois de ser resgatado dos escombros). Um tremor de choque ocorre quando Melendez e Claire levam Martha para o hospital após uma cirurgia bem-sucedida, levando Melendez a desmoronar; Shaun ainda preso num porão com Vera, agora inundando, chama por ajuda urgente. No hospital, Morgan encontra uma mulher grávida que requer cirurgia de emergência; Como todos os O.R. estão ocupados, Morgan (estando ainda em recuperação de sua sinovectomia) se prepara para realizar a cirurgia sozinha. |              |                           |                     |                                                                                                |                         |                     |
| 56 | 20           | "I Love You"              | David Shore         | História por : David Hoselton & Adam Scott Weissman Roteiro por : David Hoselton & David Shore | 30 de março de 2020     | 7.71                |
| A cirurgia de Lim e Park em Casey falha; Park fica com Casey, que revela que ele se culpa pela morte de sua mãe e quer fazer as pazes com seu pai por seu erro percebido. Com o pai de Casey incapaz de chegar a tempo, Park finge ser ele para dar paz ao jovem antes de morrer; a experiência faz com que Park decida voltar para Phoenix para ficar mais perto de sua família. Lim retorna ao pronto-socorro, onde Claire a chama para ajudar a tratar Melendez, que tem sangramento interno; enquanto realizam uma cirurgia para repará-la, Claire e Lim descobrem danos no intestino de Melendez que não podem ser reparados. Melendez faz as pazes com Lim e ele e Claire expressam seus sentimentos um pelo outro antes que Melendez morra; Lim e Claire se confortam depois. Morgan consegue salvar seu paciente, mas Andrews adverte que o dano que ela causou às mãos no processo pode ter destruído sua carreira cirúrgica para sempre. Correndo o risco de se afogar com Vera, Shaun é forçado a realizar uma amputação de pernas em apenas alguns minutos, enquanto uma Lea desamparada ouve pelo rádio. Shaun consegue salvar Vera e inicia um relacionamento com Lea, que percebe o quanto ela ama Shaun depois de quase perdê-lo. |              |                           |                     |                                                                                                |                         |                     |

## Audiência
| №  | Título                    | Exibição original       | Rating/share (18–49) | Audiência (em milhões) | DVR (18–49) | Audiência em DVR (milhões) | Total (18–49) | Audiência total (em milhões) |
| -- | ------------------------- | ----------------------- | -------------------- | ---------------------- | ----------- | -------------------------- | ------------- | ---------------------------- |
| 1  | "Disaster"                | 23 de setembro de 2019  | 1.0/4                | 6.26                   | 1.2         | 5.85                       | 2.2           | 12.11                        |
| 2  | "Debts"                   | 30 de setembro de 2019  | 0.9/5                | 6.07                   | 1.0         | 5.32                       | 1.9           | 11.39                        |
| 3  | "Claire"                  | 7 de outubro de 2019    | 0.9/4                | 5.59                   | 1.0         | 5.07                       | 1.9           | 10.66                        |
| 4  | "Take My Hand"            | 14 de outubro de 2019   | 0.8/4                | 5.76                   | 1.1         | 5.32                       | 1.9           | 11.08                        |
| 5  | "First Case, Second Base" | 21 de outubro de 2019   | 0.8/4                | 5.54                   | 1.0         | 4.99                       | 1.8           | 10.53                        |
| 6  | "45-Degree Angle"         | 4 de novembro de 2019   | 0.7/3                | 5.13                   | 1.0         | 5.05                       | 1.7           | 10.18                        |
| 7  | "SFAD"                    | 11 de novembro de 2019  | 0.8/4                | 5.93                   | 0.9         | 4.78                       | 1.7           | 10.71                        |
| 8  | "Moonshot"                | 18 de novembro de 2019  | 0.7/4                | 5.49                   | 0.9         | 4.87                       | 1.6           | 10.36                        |
| 9  | "Incomplete"              | 25 de novembro de 2019  | 0.9/5                | 5.86                   | 1.0         | 5.06                       | 1.9           | 10.92                        |
| 10 | "Friends and Family"      | 2 de dezembro de 2019   | 0.9/4                | 6.11                   | 1.0         | 4.76                       | 1.9           | 10.87                        |
| 11 | "Fractured"               | 13 de janeiro de 2020   | 0.8/4                | 5.09                   | 1.0         | 5.25                       | 1.8           | 10.34                        |
| 12 | "Mutations"               | 20 de janeiro de 2020   | 0.9/5                | 5.44                   | 0.9         | 5.05                       | 1.8           | 10.49                        |
| 13 | "Sex and Death"           | 27 de janeiro de 2020   | 0.8/5                | 5.69                   | 1.0         | 4.84                       | 1.8           | 10.53                        |
| 14 | "Influence"               | 10 de fevereiro de 2020 | 0.9                  | 5.59                   | 1.0         | 4.84                       | 1.9           | 10.43                        |
| 15 | "Unsaid"                  | 17 de fevereiro de 2020 | 0.9                  | 5.23                   | 0.9         | 4.70                       | 1.8           | 9.93                         |
| 16 | "Autopsy"                 | 24 de fevereiro de 2020 | 0.8                  | 5.63                   | 1.0         | 4.78                       | 1.8           | 10.41                        |
| 17 | "Fixation"                | 2 de março de 2020      | 0.8                  | 5.66                   | 1.1         | 4.97                       | 1.9           | 10.63                        |
| 18 | "Heartbreak"              | 9 de março de 2020      | 0.9                  | 5.75                   | 0.9         | 4.74                       | 1.8           | 10.49                        |
| 19 | "Hurt"                    | 23 de março de 2020     | 1.0                  | 6.81                   | 1.0         | 5.05                       | 2.0           | 11.86                        |
| 20 | "I Love You"              | 30 de março de 2020     | 1.1                  | 7.71                   | 0.9         | 4.70                       | 2.0           | 12.41                        |